# Gobierno omnipotente
Gobierno omnipotente: El ascenso del estado total y la guerra total es un libro del economista de la escuela austriaca Ludwig von Mises, publicado por primera vez en 1944 por Yale University Press. Es uno de los escritos más influyentes en el pensamiento social libertario y de la crítica de la ideología estatista y el socialismo, que examina el surgimiento del nazismo como ejemplo. El libro trata el nazismo como una especie de teoría socialista ortodoxa. Al mismo tiempo, el libro ofrece una crítica del intervencionismo económico, la planificación industrial central, el estado de bienestar y el gobierno mundial, denunciando las tendencias de los aliados occidentales hacia el estado total. El libro fue publicado en línea por el Instituto Ludwig von Mises en 2004.

## Historia de la publicación
- Ludwig von Mises, Omnipotent Government: The Rise of the Total State and Total War. New Haven: Yale University Press, 1944.
- Ludwig von Mises, Omnipotent Government: The Rise of the Total State and Total War. New Rochelle: Arlington House, 1969. ISBN 0-87000-069-1.
- Ludwig von Mises, Omnipotent Government: The Rise of the Total State and Total War. Spring Mills: Libertarian Press, 1985. ISBN 0-910884-15-3.

Traducciones
- (en español) Ludwig von Mises, Omnipotencia Gubernamental. Traducido por Pedro Elgoibar. México: Editorial Hermes, n.d.
- (en francés) Ludwig von Mises, Le Gouvernement Omnipotent de L`État Totalitaire à la Guerre Total. Tranducida por M. de Hulster. París: Librairie de Médicis, 1947.
- (en alemán) Ludwig von Mises, Im Namen des Staates, oder Die Gefahren des Kollektivismus [En el nombre del Estado: o Los peligros del colectivismo]. Stuttgart: Bonn Aktuell, 1978. ISBN 3-87959-091-5
- (en ruso) Людвиг фон Мизес, Всемогущее правительство: Тотальное государство и тотальная война. Moscú: Социум, 2006. ISBN 978-5-901901-60-1.